# Trichopoda indivisa
Trichopoda indivisa är en tvåvingeart som beskrevs av Townsend 1897. Trichopoda indivisa ingår i släktet Trichopoda och familjen parasitflugor. Inga underarter finns listade i Catalogue of Life.